# Мегасекоптеры
Мегасекоптеры (лат. Megasecoptera) — вымерший отряд крупных крылатых насекомых. Более 60 видов.
Палеозойские отложения Северного полушария (Северная Америка, Европа, Азия), Аргентины и ЮАР (каменноугольный и пермский периоды). Среднего и крупного размера насекомые, длина крыльев которых была от 10 до 100 мм. Тело длинное и узкое; крыльев 2 пары, округлые, вытянутые и одинакового размера, как у равнокрылых стрекоз. Голова небольшая, но с крупными глазами и развитым хоботком. Брюшко состоит их 10 сегментов. Обладали очень длинными церками, превосходящими размеры тела в 2 раза. Имаго предположительно обитали в кронах деревьев и питались соками с помощью колющего хоботка; нимфы, чьё тело обладало защитными шипами, могли обитать на растениях более низкого яруса.

## Классификация
Около 30 родов и более 60 видов. Некоторые таксоны (Rhaphidiopsidae с родом Rhaphidiopsis и Parabrodiidae с родом Parabrodia), ранее включаемые в Megasecoptera, ныне перенесены в Diaphanopterodea. Разные специалисты выделяли 22 и более семейств (до 25 семейств, половина из них монотипичные), среди них:
- Alectoneuridae: Alectoneura
- Anchineuridae: Anchineura
- Ancopteridae: Ancoptera
- Arcioneuridae: Anconeura — Arcioneura
- Aspidohymenidae: Aspidohymen
- Aspidothoracidae: Aspidothorax
- Aykhalidae: Aykhal[9]
- Bardohymenidae: Bardohymen — Actinohymen — Alexahymen — Calohymen — Sylvohymen
- Brodiidae: Eubrodia — Brodia
- Brodiopteridae: Brodioptera[10]
- Caulopteridae: Cauloptera
- Corydaloididae: Corydaloides
- Engisopteridae: Engisoptera
- Fioririidae: Foriria
- Ischnoptilidae: Ischnoptilus
- Hanidae: Hana
- Mischopteridae: Mischoptera — Psilothorax
- Moravohymenidae: Moravohymen
- Protohymenidae: Protohymen — Ivahymen — Permohymen
- Scytohymenidae: Scytohymen — Tshekardohymen
- Sphecopteridae: Sphecoptera — Cyclocelis
- Vorkutiidae: Vorkutia — Sibiriohymen
- incertae sedis: Lameereites